# 拉烏爾 (喬治亞州)
拉烏爾（英語：Raoul）是位於美國喬治亞州哈伯沙姆縣的一個人口普查指定地區。

## 地理
拉烏爾的座標為34°26′59″N 83°36′12″W / 34.44972°N 83.60333°W，而該地最高點為海拔高度433米（即1421英尺）。

## 人口
根據2010年美國人口普查的數據，拉烏爾的面積為5.22平方千米，當中陸地面積為5.20平方千米，而水域面積為0.02平方千米。當地共有人口2558人，而人口密度為每平方千米490人。